# بيتر مارين (طبال)
بيتر مارين (بالإنجليزية: Peter Marin)‏ هو طبال أسترالي، ولد في 4 نوفمبر 1982 في برث في أستراليا.

## وصلات خارجية
- بيتر مارين على موقع ميوزك برينز (الإنجليزية)
- بيتر مارين على موقع أول ميوزيك (الإنجليزية)
- بيتر مارين على موقع ديسكوغز (الإنجليزية)